# فيرونيكا لوب فونتاني
فيرونيكا لوب فونتاني (من مواليد 1 فبراير 1952) سياسية إسبانية من حزب الشعب وعملت كعضو في البرلمان الأوروبي من عام 2009 إلى عام 2019.